# Germain Chardin
Germain Chardin, född den 15 maj 1983 i Verdun i Frankrike, är en fransk roddare.
Han tog OS-silver i tvåa utan styrman i samband med de olympiska roddtävlingarna 2012 i London.